# Julieta Serrano
Julieta Serrano (ur. 21 stycznia 1933, w Barcelonie, w Hiszpanii) – hiszpańska aktorka filmowa i teatralna. Pochodzi z aktorskiej rodziny.

## Wybrana filmografia
- Zwiąż mnie, (¡Átame!) (1989), Alma;
- Kobiety na skraju załamania nerwowego (Mujeres al borde de un ataque de nervios) (1987), Lucía;
- Matador, (Matador) (1985), Berta;
- Pośród ciemności (Entre tinieblas) (1983), przeorysza Julia;
- Pepi, Luci, Bom i inne dziewczyny z dzielnicy lub Pepi, Luci, Bom i inne laski z naszej paki (Pepi, Luci, Bom y otras chicas del montón) (1980), kobieta ubrana jak Scarlett O'Hara